# Robert Bakker (roeier)
Robbert Franciscus Bakker (Mijdrecht, 9 december 1962) is Nederlands roeier. Hij vertegenwoordigde Nederland op verschillende grote internationale wedstrijden: Match des Seniors, Wereldkampioenschappen en Olympische Spelen. Op de Match des Seniors werd hij eerste en won de gouden medaille. Hij nam eenmaal deel aan de Olympische Spelen, maar won hierbij geen medaille.
Zijn olympisch debuut maakte Bakker op 25-jarige leeftijd bij de Olympische Spelen van 1988 in Seoel op het roeionderdeel dubbelvier. Met een tijd van 5.55,72 in de kleine finale moest de Nederlandse ploeg zich tevreden stellen met een achtste plaats.
Bakker was in zijn actieve tijd aangesloten bij Euros van de UT in Enschede. Van beroep is hij manager.

## Palmares

### roeien (dubbeltwee)
- 1984: 1e Match des Seniors - 6.32.71 (goud)
- 1985: 6e WK - 6.26,98
- 1986: 5e WK - 6.36,42

### roeien (dubbelvier)
- 1987: 6e WK - 6.27,01
- 1988: 8e OS - 5.55,72

Robert Bakker · 
Hans Kelderman · 
Jürgen Nelis · 
Herman van den Eerenbeemt